# Élections cantonales de 1992 dans la Vendée
Les élections cantonales ont eu lieu les 22 et 29 mars 1992.
Lors de ces élections, 16 des 31 cantons de la Vendée ont été renouvelés. Elles ont vu la reconduction de la majorité UDF dirigée par Philippe de Villiers, président du conseil général depuis 1988.

## Résultats à l’échelle du département
Répartition départementale des résultats (2e tour).
- PS (27,34 %)
- Majorité (7,34 %)
- RPR (15,64 %)
- UDF (33,92 %)
- DVD (15,76 %)

| Étiquette      | Étiquette                          | Premier tour | Premier tour | Second tour | Second tour | Sièges |
| Étiquette      | Étiquette                          | Voix         | %            | Voix        | %           | Sièges |
| -------------- | ---------------------------------- | ------------ | ------------ | ----------- | ----------- | ------ |
|                | Parti socialiste                   | 20 907       | 16,95        | 15 399      | 27,34       | 0      |
|                | Majorité présidentielle            | 5 785        | 4,69         | 4 131       | 7,34        | 1      |
|                | Parti communiste français          | 4 353        | 3,53         |             |             |        |
| Gauche         | Gauche                             | 31 045       | 25,17        | 19 530      | 34,68       | 1      |
|                |                                    |              |              |             |             |        |
|                | Divers droite                      | 32 793       | 26,59        | 8 878       | 15,76       | 5      |
|                | Union pour la démocratie française | 32 657       | 26,48        | 19 103      | 33,92       | 7      |
|                | Rassemblement pour la République   | 11 420       | 9,26         | 8 808       | 15,64       | 3      |
|                | Front national                     | 9 283        | 7,53         |             |             |        |
|                | Extrême droite                     | 560          | 0,45         |             |             |        |
| Droite         | Droite                             | 86 713       | 70,31        | 36 789      | 65,32       | 15     |
|                | Les Verts                          | 5 084        | 4,12         |             |             |        |
|                | Génération écologie                | 503          | 0,41         |             |             |        |
| Écologistes    | Écologistes                        | 5 587        | 4,53         |             |             |        |
|                |                                    |              |              |             |             |        |
| Inscrits       | Inscrits                           | 181 924      | 100,00       | 94 449      | 100,00      |        |
| Abstention     | Abstention                         | 49 728       | 27,23        | 34 703      | 36,74       |        |
| Votants        | Votants                            | 132 196      | 72,67        | 59 746      | 63,26       |        |
| Blancs et nuls | Blancs et nuls                     | 8851         | 6,70         | 3427        | 5,74        |        |
| Exprimés       | Exprimés                           | 123 345      | 93,30        | 56 319      | 94,26       |        |

## Résultats par canton

### Canton de Beauvoir-sur-Mer
| Candidats      | Candidats        | Étiquette      | Premier tour | Premier tour |
| Candidats      | Candidats        | Étiquette      | Voix         | %            |
| -------------- | ---------------- | -------------- | ------------ | ------------ |
|                | Raoul Pelote*    | UDF            | 2 417        | 68,20        |
|                | Bernard Delion   | PS             | 567          | 16,00        |
|                | René Bodin       | FN             | 364          | 10,27        |
|                | Pierre Landrieux | PCF            | 196          | 5,53         |
|                |                  |                |              |              |
| Inscrits       | Inscrits         | Inscrits       | 5 774        | 100,00       |
| Abstention     | Abstention       | Abstention     | 1 696        | 29,37        |
| Votants        | Votants          | Votants        | 4 078        | 70,63        |
| Blancs et nuls | Blancs et nuls   | Blancs et nuls | 534          | 13,09        |
| Exprimés       | Exprimés         | Exprimés       | 3 544        | 86,91        |

*sortant

### Canton de Chaille-les-Marais
| Candidats      | Candidats           | Étiquette      | Premier tour | Premier tour | Second tour | Second tour |
| Candidats      | Candidats           | Étiquette      | Voix         | %            | Voix        | %           |
| -------------- | ------------------- | -------------- | ------------ | ------------ | ----------- | ----------- |
|                | Pierre Metais*      | PS             | 1 758        | 47,46        | 2 046       | 55,81       |
|                | Jean-Pierre Mercier | DVD            | 1 090        | 29,43        | 1 620       | 44,19       |
|                | Christian Baer      | DVD            | 255          | 6,88         |             |             |
|                | Raymonde Trebuchet  | FN             | 223          | 6,02         |             |             |
|                | Georgette Marchal   | Verts          | 206          | 5,56         |             |             |
|                | Serge Torricini     | PCF            | 172          | 4,64         |             |             |
|                |                     |                |              |              |             |             |
| Inscrits       | Inscrits            | Inscrits       | 5 205        | 100,00       | 5 204       | 100,00      |
| Abstention     | Abstention          | Abstention     | 1 316        | 25,28        | 1 381       | 26,54       |
| Votants        | Votants             | Votants        | 3 889        | 74,72        | 3 823       | 73,46       |
| Blancs et nuls | Blancs et nuls      | Blancs et nuls | 185          | 4,76         | 157         | 4,11        |
| Exprimés       | Exprimés            | Exprimés       | 3 704        | 95,24        | 3 666       | 95,89       |

*sortant

### Canton de Challans
| Candidats      | Candidats           | Étiquette      | Premier tour | Premier tour |
| Candidats      | Candidats           | Étiquette      | Voix         | %            |
| -------------- | ------------------- | -------------- | ------------ | ------------ |
|                | Louis-Claude Roux*  | DVD            | 7 067        | 63,01        |
|                | Jean Abillard       | PS             | 2 771        | 24,71        |
|                | Jean-Olivier Brayet | FN             | 891          | 7,94         |
|                | Patrick Vergne      | PCF            | 487          | 4,34         |
|                |                     |                |              |              |
| Inscrits       | Inscrits            | Inscrits       | 17 819       | 100,00       |
| Abstention     | Abstention          | Abstention     | 5 753        | 32,29        |
| Votants        | Votants             | Votants        | 12 066       | 67,71        |
| Blancs et nuls | Blancs et nuls      | Blancs et nuls | 850          | 7,04         |
| Exprimés       | Exprimés            | Exprimés       | 11 216       | 92,96        |

*sortant

### Canton de La Châtaigneraie
| Candidats      | Candidats          | Étiquette      | Premier tour | Premier tour |
| Candidats      | Candidats          | Étiquette      | Voix         | %            |
| -------------- | ------------------ | -------------- | ------------ | ------------ |
|                | Claude Ouvrard     | DVD            | 6 849        | 79,80        |
|                | Jean-Marie Fraikin | PS             | 977          | 11,38        |
|                | Guy Robineau       | FN             | 555          | 6,47         |
|                | Maurice Berland    | PCF            | 202          | 2,35         |
|                |                    |                |              |              |
| Inscrits       | Inscrits           | Inscrits       | 12 209       | 100,00       |
| Abstention     | Abstention         | Abstention     | 2 993        | 24,51        |
| Votants        | Votants            | Votants        | 9 216        | 75,49        |
| Blancs et nuls | Blancs et nuls     | Blancs et nuls | 633          | 6,87         |
| Exprimés       | Exprimés           | Exprimés       | 8 583        | 93,13        |

### Canton des Essarts
| Candidats      | Candidats             | Étiquette      | Premier tour | Premier tour |
| Candidats      | Candidats             | Étiquette      | Voix         | %            |
| -------------- | --------------------- | -------------- | ------------ | ------------ |
|                | Bertrand de Villiers* | DVD            | 4 836        | 63,16        |
|                | Hugues Fourage        | PS             | 1 017        | 13,28        |
|                | Michel Courgeau       | Majorité       | 670          | 8,75         |
|                | Franck Plazanet       | Verts          | 547          | 7,14         |
|                | Claude Christofoli    | FN             | 419          | 5,47         |
|                | Luc Neau              | PCF            | 168          | 2,19         |
|                |                       |                |              |              |
| Inscrits       | Inscrits              | Inscrits       | 11 343       | 100,00       |
| Abstention     | Abstention            | Abstention     | 3 076        | 27,12        |
| Votants        | Votants               | Votants        | 8 267        | 72,88        |
| Blancs et nuls | Blancs et nuls        | Blancs et nuls | 610          | 7,38         |
| Exprimés       | Exprimés              | Exprimés       | 7 657        | 92,62        |

*sortant

### Canton des Herbiers
| Candidats      | Candidats             | Étiquette      | Premier tour | Premier tour | Second tour | Second tour |
| Candidats      | Candidats             | Étiquette      | Voix         | %            | Voix        | %           |
| -------------- | --------------------- | -------------- | ------------ | ------------ | ----------- | ----------- |
|                | Marcel Albert         | RPR            | 5 792        | 49,35        | 6 046       | 58,07       |
|                | Jean-Yves Eslan       | Majorité       | 1 882        | 16,03        | 2 330       | 22,38       |
|                | Madeleine Lelievre    | DVD            | 1 700        | 14,48        | 2 035       | 19,55       |
|                | Jeanne Briand         | DVD            | 1 580        | 13,46        |             |             |
|                | Louis Louis-Delhomeau | FN             | 663          | 5,65         |             |             |
|                | Raymonde Derouck      | PCF            | 120          | 1,02         |             |             |
|                |                       |                |              |              |             |             |
| Inscrits       | Inscrits              | Inscrits       | 16 183       | 100,00       | 16 183      | 100,00      |
| Abstention     | Abstention            | Abstention     | 3 648        | 22,54        | 5 331       | 32,94       |
| Votants        | Votants               | Votants        | 12 535       | 77,46        | 10 852      | 67,06       |
| Blancs et nuls | Blancs et nuls        | Blancs et nuls | 798          | 6,37         | 441         | 4,06        |
| Exprimés       | Exprimés              | Exprimés       | 11 737       | 93,63        | 10 411      | 95,94       |

### Canton de L'Hermenault
| Candidats      | Candidats          | Étiquette      | Premier tour | Premier tour | Second tour | Second tour |
| Candidats      | Candidats          | Étiquette      | Voix         | %            | Voix        | %           |
| -------------- | ------------------ | -------------- | ------------ | ------------ | ----------- | ----------- |
|                | Joël Sarlot*       | UDF            | 2 258        | 49,45        | 2 626       | 59,32       |
|                | Jean-Paul Vivier   | Majorité       | 1 397        | 30,60        | 1 801       | 40,68       |
|                | Philippe Marchal   | Verts          | 461          | 10,10        |             |             |
|                | Claude Guillemet   | FN             | 228          | 4,99         |             |             |
|                | Christian Chamoret | PCF            | 222          | 4,86         |             |             |
|                |                    |                |              |              |             |             |
| Inscrits       | Inscrits           | Inscrits       | 6 318        | 100,00       | 6 316       | 100,00      |
| Abstention     | Abstention         | Abstention     | 1 475        | 23,35        | 1 678       | 26,57       |
| Votants        | Votants            | Votants        | 4 843        | 76,65        | 4 638       | 73,43       |
| Blancs et nuls | Blancs et nuls     | Blancs et nuls | 277          | 5,72         | 211         | 4,55        |
| Exprimés       | Exprimés           | Exprimés       | 4 566        | 94,28        | 4 427       | 95,45       |

*sortant

### Canton de L'Île-d'Yeu
| Candidats      | Candidats            | Étiquette      | Premier tour | Premier tour | Second tour | Second tour |
| Candidats      | Candidats            | Étiquette      | Voix         | %            | Voix        | %           |
| -------------- | -------------------- | -------------- | ------------ | ------------ | ----------- | ----------- |
|                | Jean-Claude Bernard  | DVD            | 1 166        | 49,64        | 1 342       | 53,42       |
|                | Henri Turbé*         | DVD            | 977          | 41,59        | 1 170       | 46,58       |
|                | Charles Bourgoin     | PS             | 101          | 4,30         |             |             |
|                | Jean-Luc Rampillon   | FN             | 63           | 2,68         |             |             |
|                | Jean-Bernard Lecomte | PCF            | 42           | 1,79         |             |             |
|                |                      |                |              |              |             |             |
| Inscrits       | Inscrits             | Inscrits       | 3 871        | 100,00       | 3 871       | 100,00      |
| Abstention     | Abstention           | Abstention     | 1 393        | 35,99        | 1 277       | 32,99       |
| Votants        | Votants              | Votants        | 2 478        | 64,01        | 2 594       | 67,01       |
| Blancs et nuls | Blancs et nuls       | Blancs et nuls | 129          | 5,21         | 82          | 3,16        |
| Exprimés       | Exprimés             | Exprimés       | 2 349        | 94,79        | 2 512       | 96,84       |

*sortant

### Canton de Maillezais
| Candidats      | Candidats           | Étiquette      | Premier tour | Premier tour | Second tour | Second tour |
| Candidats      | Candidats           | Étiquette      | Voix         | %            | Voix        | %           |
| -------------- | ------------------- | -------------- | ------------ | ------------ | ----------- | ----------- |
|                | Christiane Anger*   | RPR            | 2 347        | 45,18        | 2 762       | 58,04       |
|                | Sylvie Laurent      | PS             | 1 211        | 23,31        | 1 997       | 41,96       |
|                | Christian Errath    | GE             | 490          | 9,43         |             |             |
|                | Jean Chataigner     | FN             | 442          | 8,51         |             |             |
|                | Jacques Vidal       | Verts          | 355          | 6,83         |             |             |
|                | Jean-Claude Chambon | PCF            | 350          | 6,74         |             |             |
|                |                     |                |              |              |             |             |
| Inscrits       | Inscrits            | Inscrits       | 7 883        | 100,00       | 7 883       | 100,00      |
| Abstention     | Abstention          | Abstention     | 2 378        | 30,17        | 2 804       | 35,57       |
| Votants        | Votants             | Votants        | 5 505        | 69,83        | 5 079       | 64,43       |
| Blancs et nuls | Blancs et nuls      | Blancs et nuls | 310          | 5,63         | 320         | 6,30        |
| Exprimés       | Exprimés            | Exprimés       | 5 195        | 94,37        | 4 759       | 93,70       |

*sortant

### Canton du Poiré-sur-Vie
| Candidats      | Candidats        | Étiquette      | Premier tour | Premier tour |
| Candidats      | Candidats        | Étiquette      | Voix         | %            |
| -------------- | ---------------- | -------------- | ------------ | ------------ |
|                | Paul Bazin*      | UDF            | 6 173        | 58,87        |
|                | Gérard Gouraud   | PS             | 1 825        | 17,41        |
|                | Bernard Chaplais | Verts          | 1 362        | 12,99        |
|                | Carmel Groisard  | FN             | 704          | 6,71         |
|                | Jean Guilloton   | PCF            | 421          | 4,02         |
|                |                  |                |              |              |
| Inscrits       | Inscrits         | Inscrits       | 14 685       | 100,00       |
| Abstention     | Abstention       | Abstention     | 3 449        | 23,49        |
| Votants        | Votants          | Votants        | 11 236       | 76,51        |
| Blancs et nuls | Blancs et nuls   | Blancs et nuls | 751          | 6,68         |
| Exprimés       | Exprimés         | Exprimés       | 10 485       | 93,32        |

*sortant

### Canton de Rocheservière
| Candidats      | Candidats         | Étiquette      | Premier tour | Premier tour |
| Candidats      | Candidats         | Étiquette      | Voix         | %            |
| -------------- | ----------------- | -------------- | ------------ | ------------ |
|                | Pierre Geay*      | RPR            | 3 281        | 75,34        |
|                | Michel Picot      | PS             | 595          | 13,66        |
|                | René Joly         | FN             | 370          | 8,50         |
|                | Jacques Charrieau | PCF            | 109          | 2,50         |
|                |                   |                |              |              |
| Inscrits       | Inscrits          | Inscrits       | 6 194        | 100,00       |
| Abstention     | Abstention        | Abstention     | 1 308        | 21,12        |
| Votants        | Votants           | Votants        | 4 886        | 78,88        |
| Blancs et nuls | Blancs et nuls    | Blancs et nuls | 531          | 10,87        |
| Exprimés       | Exprimés          | Exprimés       | 4 355        | 89,13        |

*sortant

### Canton de La Roche-sur-Yon-Nord
| Candidats      | Candidats            | Étiquette      | Premier tour | Premier tour | Second tour | Second tour |
| Candidats      | Candidats            | Étiquette      | Voix         | %            | Voix        | %           |
| -------------- | -------------------- | -------------- | ------------ | ------------ | ----------- | ----------- |
|                | Philippe Darniche    | UDF            | 4 577        | 36,37        | 6 315       | 58,33       |
|                | Gilles Bourmaud      | PS             | 3 241        | 25,75        | 4 511       | 41,67       |
|                | Annick Tarot         | Majorité       | 1 836        | 14,59        |             |             |
|                | René-Francois Mestre | DVD            | 1 657        | 13,17        |             |             |
|                | Sylvie Soudet        | FN             | 772          | 6,13         |             |             |
|                | Bernard Violain      | PCF            | 501          | 3,98         |             |             |
|                |                      |                |              |              |             |             |
| Inscrits       | Inscrits             | Inscrits       | 19 335       | 100,00       | 19 335      | 100,00      |
| Abstention     | Abstention           | Abstention     | 5 952        | 30,78        | 7 817       | 40,43       |
| Votants        | Votants              | Votants        | 13 383       | 69,22        | 11 518      | 59,57       |
| Blancs et nuls | Blancs et nuls       | Blancs et nuls | 799          | 5,97         | 692         | 6,01        |
| Exprimés       | Exprimés             | Exprimés       | 12 584       | 94,03        | 10 826      | 93,99       |

### Canton des Sables-d'Olonne
| Candidats      | Candidats               | Étiquette      | Premier tour | Premier tour | Second tour | Second tour |
| Candidats      | Candidats               | Étiquette      | Voix         | %            | Voix        | %           |
| -------------- | ----------------------- | -------------- | ------------ | ------------ | ----------- | ----------- |
|                | Louis Guedon            | UDF            | 7 914        | 42,23        | 10 162      | 65,60       |
|                | Alain Berthault         | PS             | 2 927        | 15,62        | 5 329       | 34,40       |
|                | Paul Petitdidier        | FN             | 2 398        | 12,80        |             |             |
|                | Henri Guibert           | DVD            | 2 053        | 10,96        |             |             |
|                | Colette Colin           | Verts          | 1 942        | 10,36        |             |             |
|                | Nicole Thomas-Landrieau | PCF            | 945          | 5,04         |             |             |
|                | Claude Thobie           | DVD            | 561          | 2,99         |             |             |
|                |                         |                |              |              |             |             |
| Inscrits       | Inscrits                | Inscrits       | 29 601       | 100,00       | 29 601      | 100,00      |
| Abstention     | Abstention              | Abstention     | 9 753        | 32,95        | 12 815      | 43,29       |
| Votants        | Votants                 | Votants        | 19 848       | 67,05        | 16 786      | 56,71       |
| Blancs et nuls | Blancs et nuls          | Blancs et nuls | 1 108        | 5,58         | 1 295       | 7,71        |
| Exprimés       | Exprimés                | Exprimés       | 18 740       | 94,42        | 15 491      | 92,29       |

### Canton de Saint-Fulgent
| Candidats      | Candidats              | Étiquette      | Premier tour | Premier tour |
| Candidats      | Candidats              | Étiquette      | Voix         | %            |
| -------------- | ---------------------- | -------------- | ------------ | ------------ |
|                | Marie-Thérèse Algudo   | UDF            | 5 043        | 71,44        |
|                | Elisabeth Caille       | PS             | 898          | 12,72        |
|                | Francois Guerry        | EXD            | 560          | 7,93         |
|                | Jean-Marie Dieulangard | FN             | 483          | 6,84         |
|                | Didier Voltz           | PCF            | 75           | 1,06         |
|                |                        |                |              |              |
| Inscrits       | Inscrits               | Inscrits       | 9 535        | 100,00       |
| Abstention     | Abstention             | Abstention     | 1 959        | 20,55        |
| Votants        | Votants                | Votants        | 7 576        | 79,45        |
| Blancs et nuls | Blancs et nuls         | Blancs et nuls | 517          | 6,82         |
| Exprimés       | Exprimés               | Exprimés       | 7 059        | 93,18        |

### Canton de Sainte-Hermine
| Candidats      | Candidats          | Étiquette      | Premier tour | Premier tour | Second tour | Second tour |
| Candidats      | Candidats          | Étiquette      | Voix         | %            | Voix        | %           |
| -------------- | ------------------ | -------------- | ------------ | ------------ | ----------- | ----------- |
|                | Jean de Lambilly * | DVD            | 2 273        | 49,42        | 2 711       | 64,14       |
|                | Norbert Barbarit   | PS             | 1 195        | 25,98        | 1 516       | 35,86       |
|                | Bruno Chambelland  | DVD            | 729          | 15,85        | Retrait     | Retrait     |
|                | Michel Sage        | Verts          | 211          | 4,59         |             |             |
|                | Jean-Louis Soudet  | FN             | 120          | 2,61         |             |             |
|                | Madeleine Magrez   | PCF            | 71           | 1,54         |             |             |
|                |                    |                |              |              |             |             |
| Inscrits       | Inscrits           | Inscrits       | 6 056        | 100,00       | 6 056       | 100,00      |
| Abstention     | Abstention         | Abstention     | 1 242        | 20,51        | 1 600       | 26,42       |
| Votants        | Votants            | Votants        | 4 814        | 79,49        | 4 456       | 73,58       |
| Blancs et nuls | Blancs et nuls     | Blancs et nuls | 215          | 4,47         | 229         | 5,14        |
| Exprimés       | Exprimés           | Exprimés       | 4 599        | 95,53        | 4 227       | 94,86       |

*sortant

### Canton de Talmont-Saint-Hilaire
| Candidats      | Candidats                | Étiquette      | Premier tour | Premier tour |
| Candidats      | Candidats                | Étiquette      | Voix         | %            |
| -------------- | ------------------------ | -------------- | ------------ | ------------ |
|                | Jean de la Rochethulon * | UDF            | 4 275        | 61,32        |
|                | Michel Goron             | PS             | 1 824        | 26,16        |
|                | Guillaume Vouzellaud     | FN             | 588          | 8,43         |
|                | Robert Brumelot          | PCF            | 272          | 3,90         |
|                | Jean-Marie Sourgens      | GE             | 13           | 0,19         |
|                |                          |                |              |              |
| Inscrits       | Inscrits                 | Inscrits       | 9 913        | 100,00       |
| Abstention     | Abstention               | Abstention     | 2 337        | 23,58        |
| Votants        | Votants                  | Votants        | 7 576        | 76,42        |
| Blancs et nuls | Blancs et nuls           | Blancs et nuls | 604          | 7,97         |
| Exprimés       | Exprimés                 | Exprimés       | 6 972        | 92,03        |

*sortant